# Canton de Moulins-la-Marche
Le canton de Moulins-la-Marche est une ancienne division administrative française située dans le département de l'Orne et la région Basse-Normandie.

## Géographie
Ce canton est organisé autour de Moulins-la-Marche dans l'arrondissement de Mortagne-au-Perche. Son altitude varie de 172 m (Mahéru) à 319 m (Saint-Pierre-des-Loges) pour une altitude moyenne de 264 m.

## Représentation

### Conseillers d'arrondissement (de 1833 à 1940)
| Période                                  | Période | Identité                       | Étiquette | Qualité |
| ---------------------------------------- | ------- | ------------------------------ | --------- | --- |
| 1833                                     | 1848    | Paul François Hays-Lecamus     |           | Propriétaire et notaire à Moulins-la-Marche                                                                 |
|                                          |         |                                |           | |
| 1852                                     |         | Pierre Bigot                   |           | Notaire, maire de Moulins-la-Marche                                                                         |
|                                          |         |                                |           | |
| 1876                                     |         | Louis-Léonard Barillet-Sillard |           | Négociant, adjoint au maire de Moulins-la-Marche                                                            |
|                                          |         |                                |           | |
| 1919                                     |         | M. Garnier                     | Radical   | Médecin |
| 1940                                     |         |                                |           | Les conseils d'arrondissement ont été suspendus par la loi du 12 octobre 1940 et n'ont jamais été réactivés |
| Les données manquantes sont à compléter. |         |                                |           | |

### Conseillers généraux de 1833 à 2015
| Période      | Période      | Identité                                         | Étiquette     | Qualité                                                                           |
| ------------ | ------------ | ------------------------------------------------ | ------------- | --------------------------------------------------------------------------------- |
| 1833         | 1839         | Pierre-Vital Boutey                              |               | Ancien officier d'infanterie, notaire et maire de Moulins-la-Marche               |
| 1839         | 1848         | Ambroise Antoine Belhomme, vicomte de Caudecoste |               | Propriétaire, ancien adjoint au maire de Laigle                                   |
| 1848         | 1852         | Paul François Hays-Lecamus                       |               | Propriétaire et notaire à Moulins-la-Marche, conseiller d'arrondissement          |
| 1852         | 1858         | Louis Villermé                                   |               | Ancien employé au ministère des Finances, propriétaire à Saint-Aquilin-de-Corbion |
| 1858         | 1870         | Amédée Marc                                      |               | Administrateur du chemin de fer d'Orléans, propriétaire à Fay                     |
| 1870         | 1871         | Raoul des Moutis de Boisgautier                  |               | Propriétaire, maire de Ferrières-la-Verrerie                                      |
| 1871         | 1885 (décès) | Charles-Frédéric Fleury                          | GR            | Notaire, maire d'Auguaise, député (1881-1885)                                     |
| 1885         | 1931 (décès) | Paul Fleury (fils du précédent)                  | URD           | Fonctionnaire, sénateur (1895-1931), président du conseil général (1916-1931)     |
| 1931         | 1940         | Marcel Fleury (fils du précédent, 1879-1957)     | AD            | Directeur d'assurances, maire d'Auguaise, député (1933-1936)                      |
|              |              |                                                  |               |                                                                                   |
| 1945         | 1957 (décès) | Marcel Fleury                                    | CNIP puis UNR | Maire d'Auguaise, député (1933-1936)                                              |
| 7 avril 1957 | 1979         | Pierre Fleury (fils du précédent, 1913-1994)     | UDR puis RPR  | Directeur de société d'assurances, maire d'Auguaise                               |
| 1979         | 2015         | Jean-Pierre Chevalier                            | DVD           | Expert comptable Maire de Moulins-la-Marche (1983-2008) puis conseiller municipal |

Le canton participe à l'élection du député de la deuxième circonscription de l'Orne.

## Composition

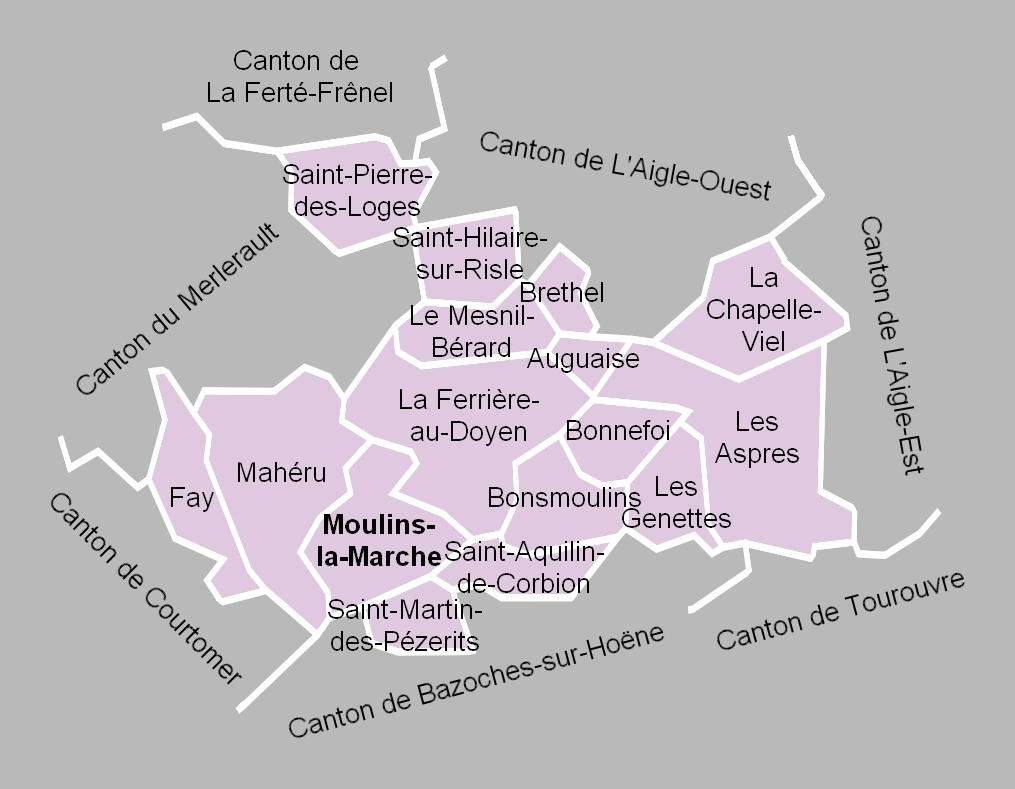
La carte des communes du canton. Les cantons limitrophes étaient ceux du Merlerault, de La Ferté-Frênel, de L'Aigle-Ouest, de L'Aigle-Est, de Tourouvre, de Bazoches-sur-Hoëne et de Courtomer.

Le canton de Moulins-la-Marche comptait 3 919 habitants en 2012 (population municipale) et groupait seize communes :
- Les Aspres ;
- Auguaise ;
- Bonnefoi ;
- Bonsmoulins ;
- Brethel ;
- La Chapelle-Viel ;
- Fay ;
- La Ferrière-au-Doyen ;
- Les Genettes ;
- Mahéru ;
- Le Ménil-Bérard ;
- Moulins-la-Marche ;
- Saint-Aquilin-de-Corbion ;
- Saint-Hilaire-sur-Risle ;
- Saint-Martin-des-Pézerits ;
- Saint-Pierre-des-Loges.

À la suite du redécoupage des cantons pour 2015, les communes de Saint-Aquilin-de-Corbion et Saint-Martin-des-Pézerits sont rattachées au canton de Mortagne-au-Perche, les communes de Fay, Mahéru et Saint-Pierre-des-Loges à celui de Rai et les communes des Aspres, Auguaise, Bonnefoi, Bonsmoulins, Brethel, La Chapelle-Viel, La Ferrière-au-Doyen, Les Genettes, Le Ménil-Bérard, Moulins-la-Marche et Saint-Hilaire-sur-Risle à celui de Tourouvre.

### Anciennes communes
Les anciennes communes suivantes étaient incluses dans le canton de Moulins-la-Marche :
- Courdevêque et Rouxoux, absorbées en 1823 par Moulins-la-Marche (les lieux-dits sont aujourd'hui orthographiés Cour d'Évêque et Ronxou) ;
- Échauménil, absorbée en 1839 par Saint-Pierre-des-Loges ;
- Notre-Dame-d'Aspres et Saint-Martin-d'Aspres, qui forment en 1959 la commune des Aspres.

## Démographie
| 1962  | 1968  | 1975  | 1982  | 1990  | 1999  | 2006  | 2011  | 2012  |
| ----- | ----- | ----- | ----- | ----- | ----- | ----- | ----- | ----- |
| 4 336 | 3 957 | 3 562 | 3 433 | 3 410 | 3 609 | 3 768 | 3 909 | 3 919 |